# 가브리오 카사티
가브리오 카사티(이탈리아어: Gabrio Casati, 1798년 8월 2일~1873년 11월 13일)는 1848년 7월 28일부터 8월 15일까지 사르데냐 왕국의 총리를 지낸 이탈리아 정치인이다. 귀족 가문 출신이다.

## 정치 경력
가브리오 카사티는 밀라노의 5일 봉기 동안 중심적인 역할을 했으며 임시 정부를 이끌었다.
교육부 장관으로서 그는 카사티 법(Casati law)을 통과시켜 통일 이탈리아의 대중 교육 체계의 기초를 마련했다.
그는 이탈리아 상원 의장을 두 차례 역임했다.(1865년 11월 8일~1867년 2월 13일, 1867년 3월 21일~1870년 11월 2일)

## 사망
카사티는 1873년 밀라노에서 사망하였으며, 무조 시립 묘지에 있는 카사티 스탐파 영묘에 안장되었다.